# Wendel
Wendel är en svenskt efternamn, som också finns i andra länder, däribland Tyskland. Det kan skrivas på olika sätt, och vissa namnvarianter kan även ha ett avvikande uttal.
Offentlig statistik anger att följande antal personer var folkbokförda i Sverige med namnvarianterna: 
- Wendel 1443
- Vendel 479
- Wendell 53
- Vendell 11
- von Wendel  8

Totalt blir detta 1994 personer.

## Personer med efternamnet Wendel
- Bruno Wendel (1824–1893), industriman
- Gunborg Wendel-Pettersson (1891–1988), målare och tecknare
- Henning Wendell (1838–1914), präst, författare, översättare och djurskyddspionjär
- Herman Vendell (1853–1907), finländsk språkforskare
- Hermann Wendel (1884–1936), tysk politisk författare
- Ingrid Wendl (född 1940), österrikisk konståkare
- James Wendell (1890–1958), amerikansk häcklöpare
- Johan Wendel (1889–1967), dekorationsmålare och målare
- Karl Yngve Vendel (1885–1980), diplomat
- Krissy Wendell-Pohl (född 1981), amerikansk ishockeyspelare
- Margareta Wendel  (1900–1985), skådespelare
- Mikael Wendel (född 1955), militär
- Olof Wendel (född 1971), slagverkare
- Otto Wendel (1898–1985), polis, kriminaltekniker
- Per Wendel (1947–2005), journalist
- Tobias Wendl (född 1987), tysk rodelåkare
- Valdemar Vendel (1858–1949), skolman och historiker